# Manuel Mendicuti Palou
Manuel Mendicuti Palou (1893-1976) fue un ingeniero militar español.

## Biografía
Nació el 8 de octubre de 1893. Ingresaría en el ejército en 1906, integrándose en el arma de ingenieros. Para 1930 ya ostentaba el rango de comandante. Tras el estallido de la Guerra civil se mantuvo leal a la República, pasando a formar parte con posterioridad del Ejército Popular de la República. Llegaría a ser comandante general de ingenieros en el Ejército de Andalucía. También estuvo asignado al Grupo de Ejércitos de la Región Central (GERC), donde desempeñaría las funciones de delegado de la Dirección de Retaguardia y Transportes. En el transcurso de la contienda alcanzó el rango de teniente coronel.
Falleció en Canals el 9 de octubre de 1976.